# Charles W. Jewett
Charles W. Jewett, född 14 mars 1913 , död 3 november 2000 var en amerikansk politiker som var viceguvernör i Connecticut från 1955 till 1959. Detta var under den första mandatperioden som Abraham A. Ribicoff var guvernör.